# 乌鲁佩马
乌鲁佩马是巴西圣卡塔琳娜州的一个市镇。总面积353平方公里，总人口2566人，人口密度7.3人/平方公里。